# Cistus munbyi
Cistus munbyi är en solvändeväxtart som beskrevs av Auguste Nicolas Pomel. Cistus munbyi ingår i släktet Cistus och familjen solvändeväxter. Inga underarter finns listade i Catalogue of Life.